# 豪尔赫·玛雅
豪尔赫·玛雅·多德拉（西班牙語：Jorge Maya Dodera，1944年5月5日—），乌拉圭男子篮球运动员，曾代表乌拉圭参加1964年夏季奥林匹克运动会男子篮球比赛，最终获得第八名。